# Ulrika Jansson

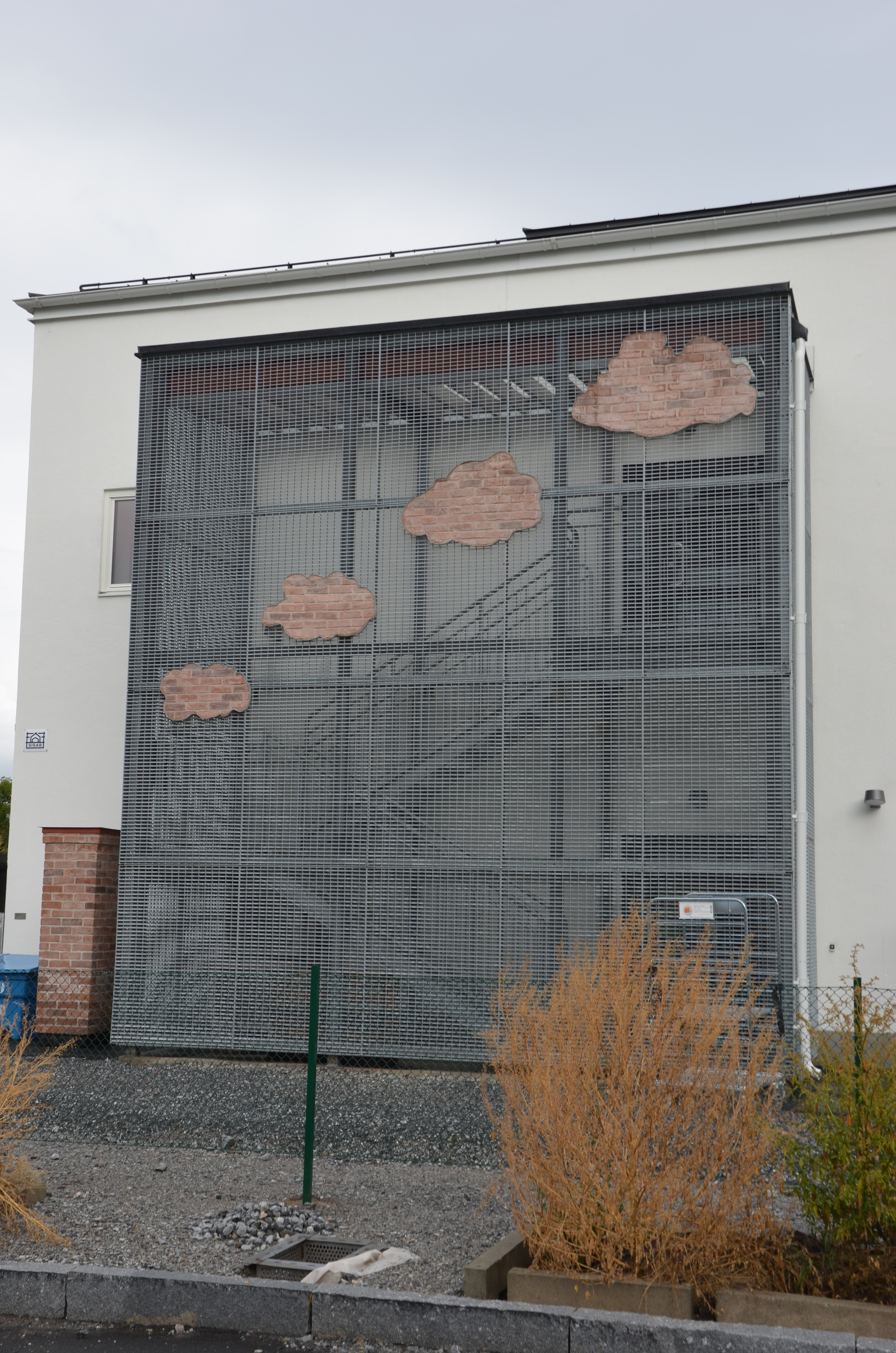
Lera + eld = tegel i Annedal i Stockholm

Paula Ulrika Jansson, född 26 november 1975 i Göteborg, är en svensk konstnär.
Ulrika Jansson utbildade sig på Nordiska konstskolan i Karleby i Finland 1998-2000 och på Konstfack i Stockholm 2000-05 samt 2011.

## Offentliga verk i urval
- Gestaltning på förskolan Temmelburken 2 i Annedal i Stockholm, 2013[1]
- Lera + eld = tegel, tegel, betong och stål, 2012, på förskolan Pippi Långstrump på Pippi Långstrumpsgatan 12 i Annedal i Stockholm [2][3]